# VoIP Mòbil
La VoIP mòbil és la veu sobre protocol IP (VoIP) aplicada en telèfons mòbils. Això vol dir que el senyal de veu que es transmet en una comunicació entre dos terminals mòbils, viatja a través d'internet utilitzant un protocol IP. Amb els últims avenços en telefonia mòbil s'han pogut realitzar terminals prou potents com per permetre una connexió a internet a través de xarxes sense fils, amb tot el que comporta: navegar per internet, enviar i rebre correus electrònics, descarregar diferents arxius de dades i fer servir aplicacions de missatgeria instantània ja sigui per text, veu o vídeo. Aquestes últimes aplicacions són les que permeten enviar i rebre paquets de veu que seria la base de la VoIP mòbil.

## Funcionament

### Xarxes sense fils
Per poder parlar mitjançant VoIP a través d'un terminal mòbil, aquest ha d'estar dotat d'un processador prou potent que permeti una connexió sense fils a Internet. Ja sigui per WiFi, HSDPA, WiMAX o EVDO rev A, aquest últim és més específic per a telefonia mòbil i la variant rev A d'EVDO permet una creació més ràpida de paquets tant per l'enllaç de pujada com pel de baixada.
També existeix un compromís entre preu i fiabilitat segons el tipus de xarxa sense fils que utilitza la connexió de VoIP per al seu funcionament. Una connexió Wifi és més econòmica, però perquè sigui possible s'ha d'estar sota la cobertura d'aquest, això vol dir que s'ha d'estar en interior d'edificis. Una connexió EVDO és més cara però l'operadora garanteix una millor cobertura i major velocitat de transferència de dades pel que la qualitat serà millor.

### Protocols
Per establir, modificar i finalitzar connexions entre dos usuaris s'utilitza el protocol de senyalització SIP. A més a més, aquest és capaç de determinar la ubicació dels usuaris permetent d'aquesta manera més mobilitat. El protocol SIP es complementa amb el protocol RTP, aquest és el que transporta els paquets de dades de veu, és a dir la conversa que enviem a través del nostre terminal mòbil digitalitzada i empaquetada mitjançant el protocol IP.
La VoIP mòbil també utilitza el sistema de telecomunicacions GAN que permet al telèfon mòbil operar mitjançant Wifi sota cobertura d'aquest i quan es passa en un domini de cobertura de telèfon mòbil operar mitjançant GSM.

### Codificació
La veu s'ha de digitalitzar i codificar perquè es pugui utilitzar el protocol IP. S'utilitzen còdecs com els G.711, G.722, G.723, G.728 o G.729. Aquests comprimeixen les dades d'àudio per tal d'utilitzar menys amplada de banda en la transmissió. D'aquesta manera es permeten moltes més connexions en un mateix canal.
Cal tenir en compte que la qualitat de les dades transmeses és inversament proporcional a la compressió de les dades, si la compressió de dades és molt gran podem perdre intel·ligibilitat. Cal doncs un compromís entre l'amplada de banda que es vol utilitzar i una qualitat suficientment bona perquè hi hagi intel·ligibilitat.

## Problemes
Existeixen una sèrie de problemes que s'han de superar perquè la VoIP mòbil funcioni correctament.

### Mobilitat
Quan s'ha establert una connexió entre dos usuaris que poden estar en moviment, aquests poden canviar d'àrea de cobertura de l'estació base que els permet la connexió. Quan això succeeix s'ha de tornar a establir una nova connexió amb la nova estació base i requereix un cert temps. El funcionament és similar al handover utilitzat en telefonia mòbil convencional.
Quan es varia molt sovint d'àrea de cobertura que ens proporciona una estació base, podem tenir problemes de retards bastant greus els quals impossibiliten una connexió de VoIP.

### Retard
A més a més del retard introduït pel canvi de l'àrea de cobertura d'una estació base a una altra, existeixen altres:
- Retards introduïts pel processador a l'hora de codificar, comprimir i empaquetar les dades per enviar-les a través de la xarxa IP.
- Retards que comporten la utilització del protocol IP com la pèrdua de paquets, enviament de paquets erronis, les cues dels nodes plenes o la congestió de la xarxa.

Amb tot, perquè una connexió de VoIP mòbil es consideri acceptable el retard ha de ser inferior a 150 ms.

## Avantatges
El fet d'utilitzar el protocol IP per comunicar-se suposa un gran abaratiment de les trucades, sobretot a nivell internacional, ja que per disposar d'internet només cal pagar una cuota fixa i aquest permet accedir arreu del món on hi hagi connexions amb protocol IP.
Es preveu que a mesura que es millori aquesta tecnologia cada vegada hi haurà més usuaris que l'utilitzin la VoIP mòbil. Els principals motius són que el temps de trucada no suposa un increment del cost d'aquesta i es poden realitzar, també pel mateix preu, trucades internacionals.
Aquest fet pot suposar un gran canvi en les operadores de telefonia mòbil, ja que la seva principal font d'ingressos són els serveis de veu que ofereix.

## Aplicacions
Degut al gran nombre d'operacions que ha de realitzar el processador per poder realitzar una connexió via protocol IP es necessiten terminals mòbils preparats per poder realitzar aquests tipus de connexions.
Els telèfons intel·ligents són capaços de realitzar les operacions necessàries, ja que estan dotats de processadors cada vegada més potents. Ja s'han aconseguit transmissions de VoIP a través d'aquests tipus de terminals mòbils mitjançant aplicacions com Skype adaptades a aquests.